# Альберих из Монтекассино
Альберих из Монтекассино (итал. Alberico di Montecassino; ок. 1030 — 1088, по другим сведениям, ок. 1030 — ок. 1105) — итальянский монах-бенедиктинец, богослов, автор трудов по грамматике и риторике.
Родился в Беневенто, в семье Anserici. Принял монашеский обет бенедиктинцев в Монтекассино в 1057 или 1060 году, впоследствии был там учителем грамматики и риторики. На Римском соборе 1079 года принял участие в диспуте с Беренгаром Турским по вопросу евхаристического пресуществления.
По всей вероятности, провёл последние годы жизни в Риме, где возможно был рукоположен в священники, хотя в документах из Монтекассино его всегда именуют диаконом. Утверждение церковного историка XVI века О. Панвинио о том, что Альберих был удостоен кардинальского сана, историки воспроизводят вплоть до наших дней, однако, документальных свидетельств этого высокого назначения Альбериха нет. Поводом для Панвинио, вероятно, послужила странная надпись на надгробии в римской церкви Санти-Куаттро-Коронати, где Альберих был захоронен не позже 1105 года.
Автор богословских и филологических трудов, в том числе, трактата «О ритмах» («De rithmis»), который считается первым поддержавшим использование квалитативного стиха в литургической практике католиков. Труды Альбериха «Breviarium de dictamine», «Flores rhetorici», «De barbarismo et solecismo, tropo et scemate», «Rationes dictandi» (авторство последнего оспаривается), посвящённые искусству составления писем и деловой документации (см. Ars dictandi), заложили основу средневековой риторики. Среди агиографических работ «Vita S. Scholasticae», «Vita Sancti Dominici», «Vita Sancti Aspreni», «Passio Sancti Modesti». Важные богословские трактаты Альбериха «Contra Henricum imperatorem de electione Romani Pontificis» и «De corpore Domini» утрачены. В некоторых справочниках Альберих упоминается также как автор музыкально-теоретических работ, однако, в лучшем современном каталоге музыкально-теоретических трактатов Средневековья (LmL) их нет — вероятно, эта (старая) атрибуция ошибочна.

## Издания сочинений и литература
- Alfonso Chacón. Vitæ, et res gestæ Pontificvm Romanorum et S. R. E. Cardinalivm ab initio nascentis Ecclesiæ vsque ad Vrbanvm VIII. Pont. Max. — Romae: Typis Vaticanis, 1677. — Vol. I. col. 822-823 (итал.)
- Lorenzo Cardella. Memorie storiche de cardinali della Santa romana chiesa (итал.). — Roma: Stamperia Pagliarini., 1792. — Vol. I. — P. 135-136. — 296 p.
- Mas Latrie, Louis. Trésor de chronologie d'histoire et de géographie pour l'étude et l'emploi des documents du moyen âge. Paris: Librairie Victor Palmé, 1889, col. 1178, no. 7.
- Essai de liste générale des cardinaux. Les cardinaux du  XIè siècle // Annuaire Pontifical Catholique 1927. Paris: Maison de la Bonne Presse, 1928, p. 139, no. 12.
- Blum, Owen J. Alberic of Monte Cassino and the hymns and rhythms ascribed to Saint Peter Damian // Traditio 12 (1956), p. 87-148.
- Davis, Hugh H. The De rithmis of Alberic of Monte Cassino. A critical edition // Medieval Studies 28 (1966), p. 198-227.
- Licitra V. Il mito di Alberico di Montecassino iniziatore dell Ars dictaminis // Studi Medievali 18 (Firenze, 1977), p. 609-627.
- Schaller H.M. Alberich von Montecassino // Lexikon des Mittelalters. Bd. 1. München/Zürich: Artemis & Winkler, 1980, Sp. 281.
- Alberico di Montecassino. Breviarium de dictamine, a cura di Filippo Bognini. Firenze: SISMEL, 2008. ISBN 978-88-8450-265-0 (критическое издание)